# ランツァーダ
ランツァーダ（伊: Lanzada）は、イタリア共和国ロンバルディア州ソンドリオ県にある、人口約1,300人の基礎自治体（コムーネ）。

## 地理

### 位置・広がり
ソンドリオ県中部に位置するコムーネ。県都ソンドリオから北へ11km、ティラーノから西北西へ24km、州都ミラノから北北東へ104kmの距離にある。

#### 隣接コムーネ
隣接するコムーネは以下の通り。CHはスイス領で、CH-GRはグラウビュンデン州所属を示す。
- カスポッジョ
- キエーザ・イン・ヴァルマレンコ
- キウーロ
- モンターニャ・イン・ヴァルテッリーナ
- ポントレジーナ (CH-GR)
- ポスキアーヴォ (CH-GR)
- サメーダン (CH-GR)
- シルス (CH-GR)

### 地震分類
イタリアの地震リスク階級 (it) では、3 に分類される
。

## 行政

### 山岳部共同体
広域行政組織である山岳部共同体「ヴァルテッリーナ・ディ・ソンドリオ山岳部共同体」 (it:Comunità montana della Valtellina di Sondrio) （事務所所在地: ソンドリオ）を構成するコムーネの一つである。

### 分離集落
ランツァーダには、以下の分離集落（フラツィオーネ）がある。
- Ganda, Moizi, Tornadri, Vetto